# ساماراتي
ساماراتي هي بلدة وكومونا تقع في مقاطعة فاريزي، لومبارديا في شمال إيطاليا.